# Linotype
Linotype fue originariamente una compañía norteamericana, formada en 1886, para comercializar la máquina Linotipia inventada por Ottmar Mergenthaler en ese mismo año. Mergenthaler Linotype (pronunciado /'laɪnəˌtaɪp/) se convirtió en la mayor compañía de equipamiento para impresión de libros y periódicos del mundo. Solo la empresa Monotype, situada en los Estados Unidos e Inglaterra, fue capaz de competir con ella fuera de Norteamérica en producción de libros.
Linotype GmbH, la sucursal alemana de la compañía, se convirtió en la parte dominante de la compañía. A través de una relación con la type foundry D. Stempel AG (empresa que fue adquirida gradualmente en su totalidad), muchas de sus mejores tipografías del siglo XX se convirtieron en sus más conocidos diseños, tales como Optima y Palatino.
Ahora llamada Linotype GmbH, es una compañía filial de su antigua rival Monotype Imaging y, hasta agosto de 2006, filial de la compañía de impresión Heidelberger Druckmaschinen AG. La moderna Linotype se basa en la gestión de su extensa biblioteca de diseños de tipografías y marcas registradas, muchas resultado de su gran número de adquisiciones, que explota mediante la creación de tipografías digitales.